# 赤坂朗読サロン
『赤坂朗読サロン』（あかさか ろうどく サロン）は、日経ラジオ社が主催する朗読の講習会、並びにその講習会の受講生による朗読番組である。

## 概要
ラジオNIKKEIでは、朗読やナレーションを通して美しい言葉を発し、また聴く人の心に残る説得力のある話し方を学びたいとする市民を対象に、「朗読・ナレーション教室」を開催している。講師には声優、舞台俳優、演出家、ラジオNIKKEI社員を含むアナウンサーといった「声のプロ」と呼ばれる人たちが務めている。
「赤坂」は、2013年12月30日まで同社が入居していた日本自転車会館があった（赤坂一丁目市街地再開発に伴い取り壊し）東京・赤坂に由来する。現在は虎ノ門に社屋を移転させているが、講座・番組名はこれまでと同じであり、旧社屋の名残となっている。
同講座受講生の朗読を聞く番組もあり、土曜日19時から20時（再放送・翌日曜日19時30分から20時30分）があるほか、インターネットラジオ（オンデマンド配信のみ）で過去のバックナンバーが聴取できるようになっている。